# Conus scalaris
Conus scalaris is een in zee levende slakkensoort uit het geslacht Conus. De slak behoort tot de familie Conidae. Conus scalaris werd in 1832 beschreven door Valenciennes. Net zoals alle soorten binnen het geslacht Conus zijn deze slakken roofzuchtig en giftig. Zij bezitten een harpoenachtige structuur waarmee ze hun prooi kunnen steken en verlammen.